# Henri t'Sas
Henri Sophie t' Sas (Breda, 9 augustus 1877 - Breda, 11 oktober 1966) was een Nederlandse toneelschrijver, romanschrijver en voordrachtskunstenaar. Als schrijver schreef hij voornamelijk blijspelen en stukken voor het openluchttoneel.

## Toneelstukken
Hij schreef onder meer de toneelstukken:
- Door het Donker
- Vluchtelingen
- De Ontredderden
- Fata Morgana
- Universeel
- Pastor Bonus
- Het Generaalsvrouwtje
- Zonde
- Peper
- De Philantroop
- Zand of Klei
- In 't Ooievaarsnest
- De Vuurwolf
- De hoefsmid van St.Saturnin

## Romans
- Op den tweesprong  (1922, in bewerking bij zijn zoon, Guido t' Sas, voor heruitgave)
- Jacob Janson's liefde
- 't Donderbeestje

Onder het pseudoniem Willy Wood schreef hij een aantal thrillers en detectiveromans, waaronder Blauw bloed, De Moor van Monte Madonna en De man zonder geheugen.

## Werk als voordrachtskunstenaar
Henri t' Sas was ook een voordrachtskunstenaar. Hij trad op in binnen- en buitenland;  in België (gecontracteerd door het Davidsfonds) en Frankrijk. Zijn stijl was min of meer die van Jean-Louis Pisuisse; tijdens zijn optredens begeleidde hij zichzelf op een twaalfsnarige luit. 
Hij excelleerde onder meer in het zogenaamde transformatiespel 'De brand in de Jonge Jan' van Herman Heijermans.
Over de vlucht van de bevolking uit Breda en Ginneken naar België tijdens de meidagen van 1940 schreef Henri t' Sas het ooggetuigenverslag Oorlogsstorm over Brabant (Hilversum: Paul Brand, 1941). Het boek ontsnapte in 1941 nog net aan de censuur van de Duitse bezetter maar later werden de nog onverkochte exemplaren in beslag genomen. Het werd in 1980 herdrukt onder de titel De vlucht uit Brabant (Eindhoven: Bura Boeken) en voorzien van een nabeschouwing door Guido t' Sas, de zoon van Henri.
Er is in Breda een plein naar hem genoemd.

## Biografie
Henri t' Sas op Schrijversinfo
- International Standard Name Identifier: 0000 0003 9211 2458
- Library of Congress Control Number: nb2002039544
- Nederlandse Thesaurus van Auteursnamen: 07098994X
- Virtual International Authority File: 286120077
- WorldCat: E39PCjJRyHR3vDJbCq83JfMbgq